# Conte Galè
Conte Galè, pseudonimo di Gabriele Galeotti (Bologna, 25 marzo ...), è un conduttore radiofonico italiano.

## Biografia
È noto soprattutto per la sua conduzione di programmi radiofonici su RTL 102.5. Attualmente è affiancato da Virginia Tschang e da Fabrizio Ferrari alla conduzione di Miseria e nobiltà.
La sua carriera artistica è iniziata con l'Accademia di Belle Arti a Firenze, dove studia scenografia con Gaetano Castelli e prosegue con il Diploma alla Scuola di teatro Alessandra Galante Garrone di Bologna e con molti altri corsi ed esperienze maturate nel campo della recitazione, della danza classica, della regia, dei costumi e della scenografia.
Oltre alle esperienze di teatro, recita anche in alcuni film: I miei più cari amici e Caino e Caino, entrambi di Alessandro Benvenuti, Né terra né cielo di Giuseppe Ferito e Monsieur di Raffaele Piscitelli, presente alla Mostra del cinema di Venezia nel 2004. 
Quando non è impegnato in radio, continua a studiare e recitare a teatro.

## Radio
Inizia l'attività radiofonica nel 2000 con RTL 102.5 con delle pillole telefoniche settimanali mentre continua a lavorare in teatro come mimo danzatore. Restando sempre con la stessa emittente, fu tra i primi partecipanti a creare e promuovere la radiovisione nel lancio del digitale terrestre con RTL 102.5 TV.
Dal 2005 è in onda dal lunedì al venerdì con il programma Miseria e nobiltà, in onda nella fascia centrale della giornata, affiancando conduttori come Amadeus, Paolo Cavallone e Mara Maionchi.

## Filmografia

### Cinema
- Caino e Caino, regia di Alessandro Benvenuti (1993)
- I miei più cari amici, regia di Alessandro Benvenuti (1998)
- Né terra né cielo, regia di Giuseppe Ferlito (2001)
- Monsieur, regia di Raffaele Piscitelli (2004)
- Il colore del silenzio, regia di Raffaele Piscitelli (2005)

## Pubblicazioni

### Libri
- Conte Galè e Paolo Cavallone, Amore & Bon Ton - Il nuovo galateo per la coppia, Mursia, 2016.